# 小行星9390
小行星9390（英語：9390）是一颗围绕太阳公转的小行星。1994年7月12日，清水義定、浦田武在那智胜浦町发现了此天体。
这颗小行星的绝对星等为84.06289等。